# Emilio Ulloa
Emilio Ulloa Valenzuela (* 22. Oktober 1954) ist ein ehemaliger chilenischer Hindernis- und Mittelstreckenläufer.
1977 gewann er bei den Leichtathletik-Südamerikameisterschaften in Montevideo Silber über 1500 m.
1979 wurde er bei den Panamerikanischen Spielen in San Juan Fünfter über 800 m und siegte bei den Südamerikameisterschaften in Bucaramanga über 1500 m.
Bei den Südamerikameisterschaften 1981 in La Paz gelang ihm ein Doppelsieg über 3000 m Hindernis und 1500 m.
1983 triumphierte er über 3000 m Hindernis bei den Panamerikanischen Spielen in Caracas und holte Silber bei den Iberoamerikanischen Meisterschaften. Bei den Südamerikameisterschaften in Santa Fe verteidigte er seine Titel und gewann Silber über 800 m.
Bei den Olympischen Spielen 1984 in Los Angeles schied er über 3000 m Hindernis im Halbfinale aus, obwohl er mit 8:28,99 min einen noch heute bestehenden nationalen Rekord aufstellte. 
1985 gewann er bei den Südamerikameisterschaften in Santiago Silber über 1500 m und Bronze über 3000 m Hindernis.
1987 wurde er über 3000 m Hindernis Vierter bei den Panamerikanischen Spielen in Indianapolis und scheiterte bei den Leichtathletik-Weltmeisterschaften in Rom im Vorlauf. Bei den Südamerikameisterschaften in  São Paulo siegte er über 3000 m Hindernis und holte erneut Silber über 1500 m.
Bei den Olympischen Spielen 1988 in Seoul kam er über 3000 m Hindernis nicht über die erste Runde hinaus.